# Военный флаг

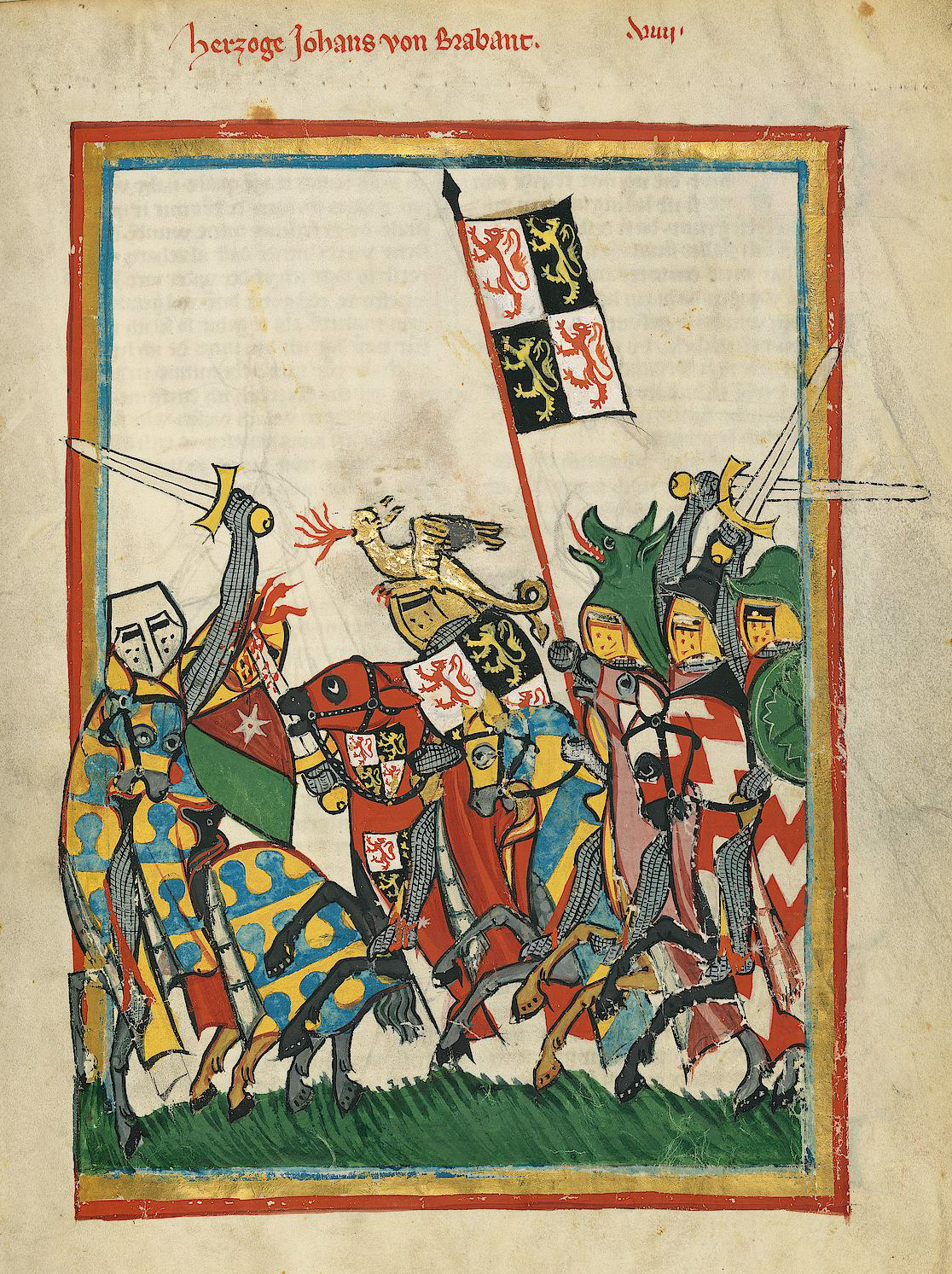
Рыцарь (Ян Ван Брабант) несет геральдический флаг в бою (кодекс Манессье, 1304 год).

Военный флаг (боевой флаг, штандарт, флаг армии, флаг вооружённых сил) — вариант государственного флага, используемый сухопутными вооружёнными силами государства.
В Толковом словаре живого великорусского языка Владимира Даля сказано что Флаг (м. нем.) корабельное, мореходное знамя; различают: военный кормовой флаг, белый с андреевским синим крестом, и носовой, или гюйс; затем, пароходам, яхтам, транспортам и пр. даны особые флаги, адмиралам, по сану и чину их, также; Военный флот, как правило, имеет отдельный флаг — военно-морской. В настоящее время большинство государств используют в качестве военного флага флаг государства.

## История
Боевые знаки использовались как минимум начиная с бронзового века. Слово штандарт происходит от древнефранкского названия боевого знака (не обязательно флага).

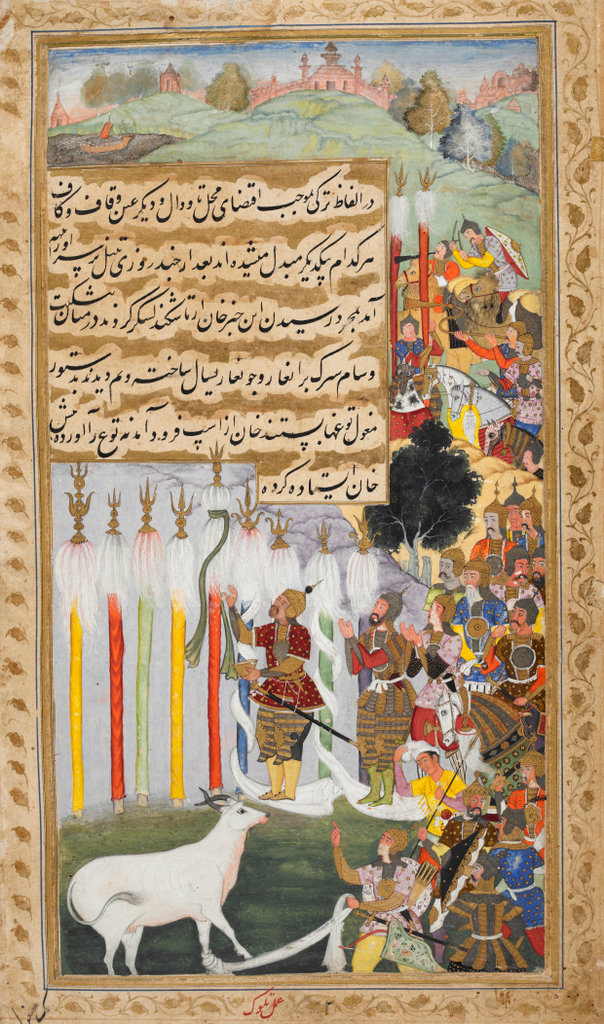
Бабур и армия Моголов салютуют девяти знаменам Тамерлана.

Использование флагов в качестве боевых знаков, видимо, началось в железном веке в Средней Азии, Китае или Индии В Персии Ахеменидов каждая дивизия имела свое собственное знамя. Боевые знаки древности получили название «вексиллоидов», то есть «подобных флагу» (от лат. vexillum — флаг римской кавалерии). К вексиллоидам относят, например, орлы и вексиллумы римских легионов или драконарии древних Сарматов.
Использование флагов в качестве боевых знаков широко распространяется в Средние века одновременно с геральдическими знаками на щитах рыцарей. В то же время развивается применение морских флагов. В средневековой Японии флаги сасимоно были принадлежностью каждого пехотинца.
Некоторые средневековые вольные города или коммуны не имели гербов и использовали военные флаги, не связанные с геральдикой. То же касается и большинства флагов вооружённых сил современности.

## Современные военные флаги

Флаг Министерства обороны России
Флаг вооружённых сил Сербии, лицевая сторона
Флаг вооружённых сил Сербии, оборотная сторона
Флаг Народно-освободительной армии Китая
Флаг вооружённых сил Грузии
Флаг Вооружённых сил Украины
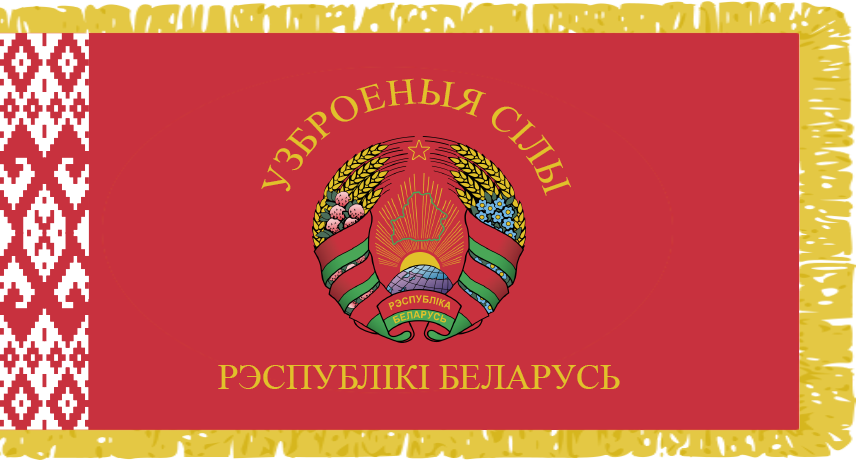
Флаг Вооружённых сил Белоруссии
Военный флаг Боливии
Военный флаг Брунея
Военный флаг Канады
Флаг вооружённых сил Молдавии
Военный флаг Мьянмы
Военный флаг Португалии
Военный флаг Шри Ланки
Военный флаг Великобритании (соотношение сторон 3:5)

### Сухопутные войска

Болгария
Великобритания
Венгрия
Вьетнам
Грузия
Индия
КНДР
КНР
Литва
Малайзия
Мьянма
Пакистан
Польша
Флаг Сухопутных войск России
Таиланд
Тайвань
Турция
Украина
Южная Корея
Флаг Сухопутных сил самообороны Японии

### Военно-морской флот

Болгария
Вьетнам
Германия
Грузия
Индия
Казахстан
Камбоджа
КНР
Перу
Польша
Россия
Саудовская Аравия
Сингапур
США
Тайвань
Украина
Финляндия
Швеция
Эстония
Япония

### Военно-воздушные силы

Белоруссия
Вьетнам
Грузия
Индия
КНР
Польша
Россия
США
Тайвань
Украина
Япония

### Другие флаги

Государственный, военный и военно-морской флаг Дании
Правительственный, военный и военно-морской флаг Германии
Правительственный и военно-морской флаг Исландии
Правительственный, военный и военно-морской флаг Норвегии
Флаг Филиппин в военное время

## Любопытные факты
- Боевым знаком османских янычар был не флаг, а котел для варки мяса (казан). Каждый корпус имел большой бронзовый котел; свой небольшой котел был и у каждого отряда. Во время похода казан несли впереди. Потерять котел, особенно на поле боя, считалось самым большим позором[5].
- Флаг Филиппин единственный в мире флаг который переворачивают «вверх ногами » (чтобы красная полоса была вверху) во время войны.